# Distretto di Chókwè
Il distretto di Chókwè è un distretto del Mozambico, facente parte della Provincia di Gaza.

## Suddivisioni amministrative
Il distretto è suddiviso in quattro sottodistretti amministrativi (posti amministrativi):
- Chókwè
- Lionde
- Macarretane
- Chilembene